# Raimund Th. Kolb
Raimund Theodor Kolb (* 1949) ist ein deutscher Sinologe.

## Leben
Kolb studierte Sinologie, Ethnologie, Indonesistik in Berlin und Geschichte in Taipeh. Er wurde 1985 an der FU Berlin promoviert und 1993 habilitiert.
Kolb war von 1998 bis 2015 Professor für Sinologie an der Universität Würzburg. Sein Forschungsschwerpunkt ist die Umweltgeschichte, Historische Kriminalität und Militärgeschichte Chinas.
Er schrieb das Vorwort zum postum 2016 veröffentlichten Buch Das Migrationsproblem und 2017 das Nachwort zum Aufsatzband Finis Germania des Historikers Rolf Peter Sieferle und fungiert als dessen Nachlassverwalter.
Kolb ist Mitglied der Berliner Wissenschaftlichen Gesellschaft (BWG) und Korrespondierendes Mitglied des Deutschen Archäologischen Instituts. Er lebt seit 2020 in Wien.

## Schriften
- Die Infanterie im alten China. Ein Beitrag zur Militärgeschichte der Vor-Zhan-Guo-Zeit. Dissertation. Freie Universität Berlin 1985. von Zabern, Mainz am Rhein 1991.
- Landwirtschaft im alten China. Teil 1: Shang-Yin. Systemata Mundi, Berlin 1992.
- Die ostasiatische Wanderheuschrecke und ihre Bekämpfung unter besonderer Berücksichtigung der Ming- und Qing-Zeit (1368–1911). Ed. Forum, Heidelberg 1996, ISBN 978-3-927943-14-8.
- mit Martina Siebert (Hrsg.): Über Himmel und Erde. Festschrift für Erling von Mende. Harrassowitz, Wiesbaden 2006.
- „Einige Texte zur Katastrophenhilfe im 11. Jahrhundert aus dem Jiuhuang huomin shu von Dong Wei“. In: Chinablätter, Nr. 19 (80. Geburtstag Prof. H. Franke), 1994, S. 41–61.
- „Entomophagie in China – Eine historische Inventur“. In: Kulturen und Innovationen – Festschrift für Wolfgang Rudolph. Hrsg. von G. Elwert, J. Jensen und Ivan R. Kortt. Berlin 1996, S. 261–289.
- „Der Umgang mit Böden im vormodernen China“. In: Handbuch der Bodenkunde. Blume et al. (Hg.): Das vormoderne China 1.2.5. ECOMED Biowissenschaften. Landsberg 2006, S. 1–7.
- „Großer Korb, Zwei Truhen und Liang-Berg – Beispiele zur Organisation des Bettels in der Provinz Jilin und der Inneren Mongolei im frühen 20. Jahrhundert“. In: Und folge nun dem, was mein Herz begehrt – Festschrift für Ulrich Unger zum 70. Geburtstag. R. Emmerich/H. Stumpfeldt (Hrsg.). Hamburg 2002, S. 293–328.
- „About Figures and Aggregates – Some Arguments for a More Scrupulous Evaluation of Quantitative Data in the History of Population and Agriculture.“ In: Agriculture, Population and Economic Development in China and Europe. Rolf Peter Sieferle u. Helga Breuninger (Hrsg.). Der Europäische Sonderweg, Bd. 10, 2003, S. 200–275.
- „Popular Religion and the Control of Locust Plagues in Qing China (1644–1911)“. In: Minsu quyi (Journal of Chinese Ritual, Theatre and Folklore), Nummer 143, März 2004, S. 49–87.
- „Die Kesselcliquen von Jinmen. Einblicke in die liumang-Kultur der nordchinesischen Hafenstadt Tianjin im späten 19. und frühen 20. Jahrhundert.“ In: Historische Anthropologie, Jg. 14, H. 2, 2006, S. 193–231.
- „Excursions in Chinese Military History.“ In: Monumenta Serica, Band LIV, 2006, S. 435–464.
- „Weder Laut noch Gestank und der Dämon verschwindet“ – Ein kleiner historischer Blick auf den brauchtümlichen Umgang mit Latrinengöttern und -dämonen in China. In: Über Himmel und Erde – Festschrift für Erling von Mende. R.Th. Kolb u. Martina Siebert (Hrsg.). Harrassowitz: Wiesbaden 2006, S. 229–259.
- „Übeltäter, Rächer und Rebellen“ – Die hanzeitlichen „Jungen Männer“ (shaonian). Ein kurzer Blick auf die Frühgeschichte des liumang-Phänomens. In: Han-Zeit – Festschrift für Hans Stumpfeldt aus Anlaß seines 65. Geburtstages. In: Lunwen – Studien zur Geistesgeschichte und Literatur in China 8, Harrassowitz: Wiesbaden 2006, S. 425–442.
- „Die Ökonomie des Bettels am Beispiel Pekings des späten 19. und frühen 20. Jahrhunderts.“ In: In Menschen und Märkte – Studien zur historischen Wirtschaftsanthropologie. W. Reinhardt u. J. Stagl (Hrsg.). Böhlau: Wien 2007, S. 173–201.
- „Kurzer Abriß des methodischen Inventars zur Bekämpfung agrarischer Schadinsekten im vormodernen China.“ In: Beten, Impfen, Sammel – Zur Viehseuchen und Schädlingsbekämpfung in der Frühen Neuzeit. Katharina Engelken et al. (Hrsg.). Universitätsverlag Göttingen: Göttingen 2007, S. 191–230.
- „Von Grabräubern und Grabfrevlern und wie man sich ihrer zu erwehren suchte  Ein kleiner Beitrag zur Kriminalitätsgeschichte der Han-Zeit.“ In: Dem Text ein Freund – Erkundungen des chinesischen Altertums.Robert Gassmann gewidmet. Roland Altenburger et al. (Hrsg.), Peter Lang, Bern 2009, S. 91–124.
- „Das vormoderne Wissen von den zifang und die Bekämpfung ihrer Plagen“. In: Tiere im alten China – Studien zur Kulturgeschichte. Roderich Ptak (Hrsg.). Maritime Asia 20, Harrassowitz, Wiesbaden 2009, S. 147–166.
- "Die Schlägergilden (dahang) von Jiangnan – Spuren einer prominenten Facette organisierter Gewaltkriminalität in der späten Kaiserzeit (1368–1911). In: Historische Anthropologie, Jg. 22, H. 2, 2014, S. 210–249.
- Blick zurück auf eine Pionierstudie. In: Sieferle, Rolf Peter: Der unterirdische Wald: Energiekrise und Industrielle Revolution. Manuscriptum Lüdinghausen 2021, S. 381–407, ISBN 978-3-948075-2-48.